# Ciakmull - L'uomo della vendetta
Ciakmull - L'uomo della vendetta è un film del 1970, diretto da E.B. Clucher al suo esordio alla regia.

## Trama
Ciakmull, un uomo che non ricorda nulla del suo passato, scappa dal manicomio dove era ricoverato e si rifugia nella città di Oaxaca, alla quale si sente legato da alcuni ricordi. Qui viene riconosciuto da Caldwell, anziano capo di una famiglia rivale. Prima che possa compiere l'omicidio, Ciakmull scopre che il vero bersaglio è suo padre e che Udo, approfittando della sua amnesia ha messo in atto il suo piano per uccidere Caldwell.